# Adamantina
Adamantina este un oraș în São Paulo (SP), Brazilia.